# Lago Tana (incrociatore ausiliario)
Il Lago Tana è stato un incrociatore ausiliario della Regia Marina, già motonave da carico italiana.

## Storia
Costruita nei cantieri Tosi di Taranto tra il 1939 ed il 1940, insieme alla gemella Lago Zuai, per la Società anonima di Navigazione Eritrea (successivamente divenuta Esercizio Navigazione) con sede a Roma, la nave, iscritta con matricola 189 presso il Compartimento marittimo di Roma, era in origine una piccola motonave da carico da 783 tonnellate di stazza lorda, in grado di raggiungere i 15 nodi di velocità.
Il 28 giugno 1940, qualche settimana dopo l'ingresso dell'Italia nella seconda guerra mondiale, la Lago Tana, da poco completata, fu tra le prime navi ad essere inviata in Libia per trasportarvi rifornimenti: salpata da Catania con un carico di 200 tonnellate di benzina in fusti, la motonave giunse a Tripoli il 29 giugno.
Il 13 luglio 1940 la Lago Tana venne requisita dalla Regia Marina ed iscritta nel ruolo del naviglio ausiliario dello Stato come incrociatore ausiliario, con matricola D 22. Armata con due cannoni da 100/47 mm, quattro mitragliere da 20/65 mm e due scaricabombe antisom per bombe di profondità, la nave venne assegnata principalmente a compiti di scorta ai convogli. Al comando della nave fu designato il tenente di vascello di complemento Corrado Schinko (direttore di macchina era invece il capitano del Genio Navale G. Battista Origone).
Alle 6.35 del 28 ottobre 1940 il Lago Tana salpò da Brindisi diretto a Valona, di scorta, insieme alla vecchia torpediniera Giacomo Medici, ad un convoglio composto dai piroscafi Argentina e Tagliamento e dalla motonave Città di Trapani: nonostante un probabile attacco da parte del sommergibile greco Papanikolis poco fuori Brindisi, il convoglio giunse a destinazione alle tre del pomeriggio dello stesso giorno.
Assegnato alle «Forze Speciali» destinate ad un previsto sbarco a Corfù (al quale avrebbero partecipato il reggimento di fanteria di Marina «San Marco» e la Divisione di fanteria «Bari»), il Lago Tana salpò il 31 ottobre 1940 insieme al resto di tale forza (i vecchi cacciatorpediniere Mirabello e Riboty, i vecchi incrociatori leggeri Bari e Taranto, le anziane torpediniere Prestinari, Castelfidardo, Curtatone, Calatafimi, Monzambano, Confienza, Solferino, Cantore, Fabrizi, Medici, Stocco, gli incrociatori ausiliari RAMB III, Capitano Cecchi e Lago Zuai, 4 MAS della XIII Flottiglia e tre navi cisterna classe Sesia – queste ultime con a bordo gli uomini del Reggimento «San Marco», mentre la Divisione «Bari», tenuta come riserva, si sarebbe imbarcata a Valona su quattro convogli di piroscafi e bragozzi –), ma l'indomani l'operazione (che avrebbe dovuto avere luogo il 2 novembre e fruire anche dell'appoggio e della scorta degli incrociatori leggeri della IV e VII Divisione e dei relativi cacciatorpediniere) fu annullata e le navi sbarcarono le truppe a Valona.
Nel novembre 1940 il Lago Tana venne posto sotto il comando di «Maritrafalba» (Comando superiore del traffico con l'Albania), venendo quindi impiegato, così come gli incrociatori ausiliari RAMB III, Lago Zuai e Capitano Cecchi, in missioni di scorta di convogli da e per l'Albania e la Grecia.

Il Lago Tana od il gemello Lago Zuai ormeggiato a Palermo, verosimilmente nel 1941. In secondo piano è visibile l’incrociatore ausiliario RAMB III.

 Successivamente trasferita sulle rotte per il Nordafrica, la nave partì da Napoli il 25 gennaio 1941, scortando i piroscafi tedeschi Duisburg ed Ingo, e, dopo una sosta a Palermo, ne ripartì alle sette del mattino del 26 gennaio (con arrivo a Tripoli previsto per le nove del 28): a Trapani il Lago Tana venne poi sostituito dall'incrociatore ausiliario Caralis (in successivi attacchi aerei e subacquei l'Ingo venne affondato ed il Duisburg riportò gravi danni).
Il 28 febbraio 1941 il Lago Tana scortò la motonave cisterna Rondine da Palermo a Trapani e successivamente a Tripoli, completando la missione il 3 marzo.
Alle 21.40 del 23 febbraio 1942 l'incrociatore ausiliario lasciò Pantelleria per scortare a Lampedusa le motozattere tedesche F 152, F 154, F 156 ed F 158, provenienti da Palermo. Nonostante le condizioni meteomarine abbastanza buone (vento da sud con forza 2-3, mare forza 4), le motozattere, sovraccariche e non molto adatte a tenere il mare (anche perché nei giorni precedenti avevano subito vari danni a causa del mare mosso), dovettero invertire la rotta, rientrando a Pantelleria alle 23.55. Ripartite alle 10.10 del 24, le unità poterono infine arrivare a Lampedusa (le motozattere proseguirono, senza scorta, alla volta di Tripoli).
Il 20 novembre 1942 la Lago Tana, poco dopo essere ripartita da Pantelleria, dove si era brevemente trattenuta durante la navigazione da Trapani a Tripoli, venne attaccata, tra le 12.05 e le 12.35, da un gruppo di aerei angloamericani: centrata da un siluro, la nave, irreparabilmente danneggiata e con vittime tra l'equipaggio, venne abbandonata dal restante personale, che si mise in salvo sulle scialuppe. Sottoposta ad un secondo attacco aereo e nuovamente colpita intorno alle quattro del pomeriggio, la nave s'inabissò dopo il tramonto tra Pantelleria e Lampedusa, in posizione 36°04' N e 12°02' E.
Vi furono alla fine solo cinque sopravvissuti tra l'equipaggio dell'incrociatore ausiliario: tra i morti vi fu anche il comandante Schinko, poi tumulato presso il Sacrario di Cristo Re di Messina.
Nel corso della seconda guerra mondiale il Lago Tana aveva svolto complessivamente 273 missioni di guerra (176 di scorta, 50 di trasporto truppe e rifornimenti, 40 di trasferimento, 7 di altro tipo), percorrendo complessivamente 37.296 miglia (4040 ore di moto per un consumo totale di 699 tonnellate di nafta) e trascorrendo 116 giorni fuori servizio per lavori od altre ragioni.